# Ніколь (чилійська співачка)
Ніколь (повне ім'я: Деніз Лілліан Лаваль Соза (ісп. Denisse Lilian Laval Soza; нар. 19 січня 1977, Сантьяго, Чилі) — чилійська співачка, авторка пісень, гітаристка та акторка.